# 1804 en science
| Années de la science : 1801 - 1802 - 1803 - 1804 - 1805 - 1806 - 1807    |
| Décennies de la science : 1770 - 1780 - 1790 - 1800 - 1810 - 1820 - 1830 |

Cet article présente les faits marquants de l'année 1804 en science.

## Événements
- 2 février : Jacquard obtient la médaille d'or de la Société d'encouragement pour l'industrie nationale pour son métier à filet de pêche[1].

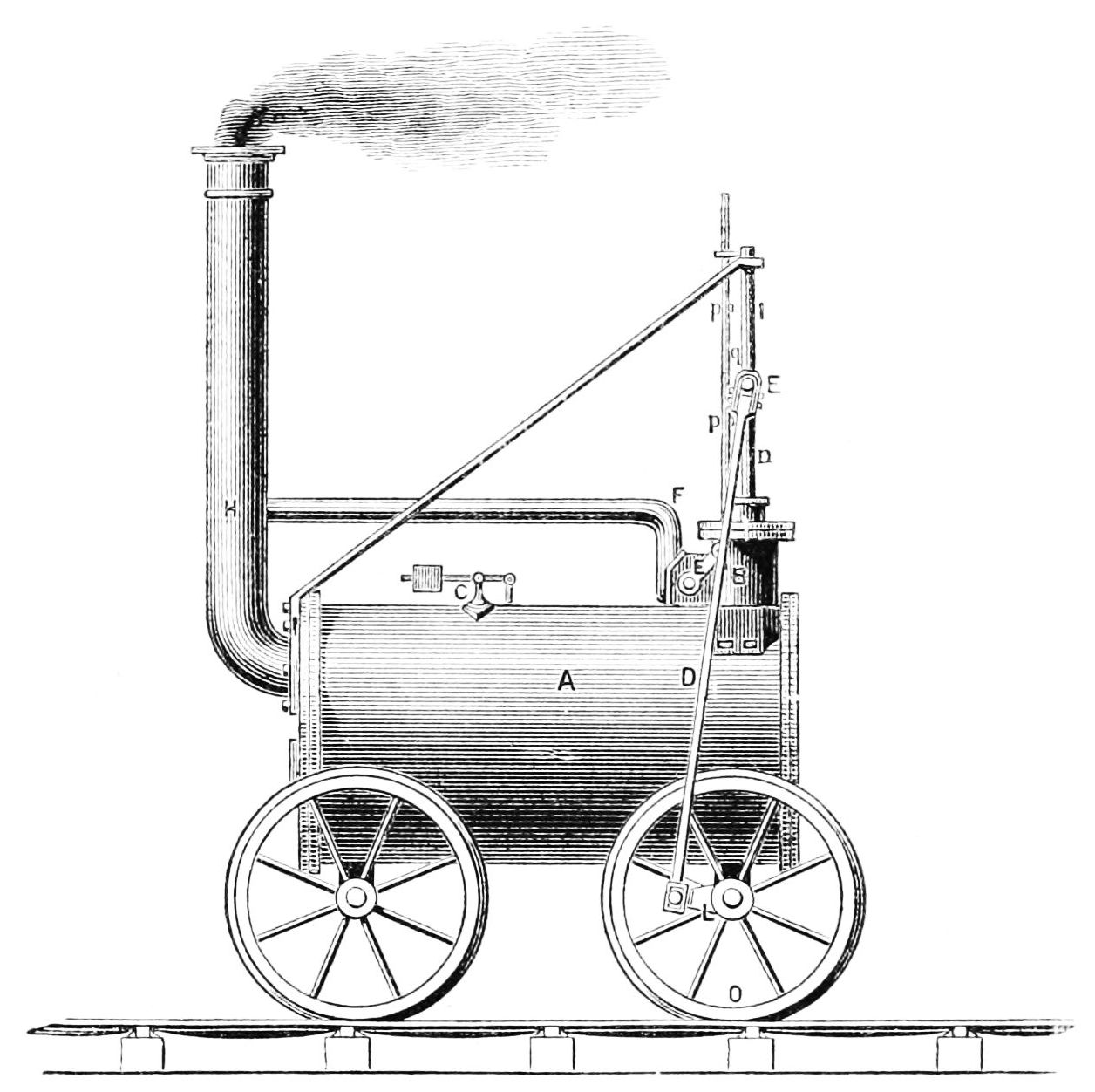
La locomotive de Trevitchick, 1804.

- 13 février : premier essai, en Angleterre, d'une locomotive à vapeur, construite par l'ingénieur cornique Richard Trevithick, pouvant atteindre la vitesse, surprenante pour l'époque, de 8 km/h[2],[3].
- 7 mars : inauguration de la Royal Horticultural Society à Londres[4].

- 14 mai : départ de l'expédition Lewis et Clark. Meriwether Lewis et William Clark ouvrent la voie terrestre de l'embouchure du Missouri jusqu'au Pacifique à travers les montagnes Rocheuses (fin en 1806)[5].

- 7 juin : Arthur Woolf dépose le brevet no 2772[6] sur les principaux éléments de la machine à vapeur « composée » (compound) à haute pression (environ 3 bars) et utilisant deux cylindres successifs (double compound) pour réaliser l’expansion complète de la vapeur[7].

- 24 juin : le chimiste Wollaston annonce sa découverte du rhodium à la Royal Society dans son mémoire On a new Metal, found in crude Platina, un nouvel élément chimique obtenu en purifiant des minerais de platine[8].

- 1er août : Humboldt arrive au large de Bordeaux. Il s'installe à Paris, au 3 quai Malaquais, où il réside du 27 août 1804 à 1824. Il retrouve le monde scientifique de son temps. Il fait partie de la Société d'Arcueil formée autour du chimiste Berthollet où se rencontrent également François Arago, Jean-Baptiste Biot, Louis-Joseph Gay-Lussac avec lesquels Humboldt se lie d'amitié. Ils publient ensemble plusieurs articles scientifiques. Humboldt et Gay-Lussac mènent des expériences communes sur la composition de l'atmosphère, sur le magnétisme terrestre[9].
- 24 août : Louis Joseph Gay-Lussac et Jean-Baptiste Biot effectuent la première ascension scientifique en ballon pour étudier les variations du magnétisme terrestre et pour observer la composition et la température de l’air à différentes altitudes[10]. Ils montent à 4 000 mètres d'altitude.Lors d'un segond vol effectué le 17 septembre, Gay-Lussac seul à bord atteint l'altitude de 7 016 mètres, le record jusqu'en 1862[11].
- 1er septembre : l'astronome allemand Karl Ludwig Harding découvre l'astéroïde (3) Junon[12].

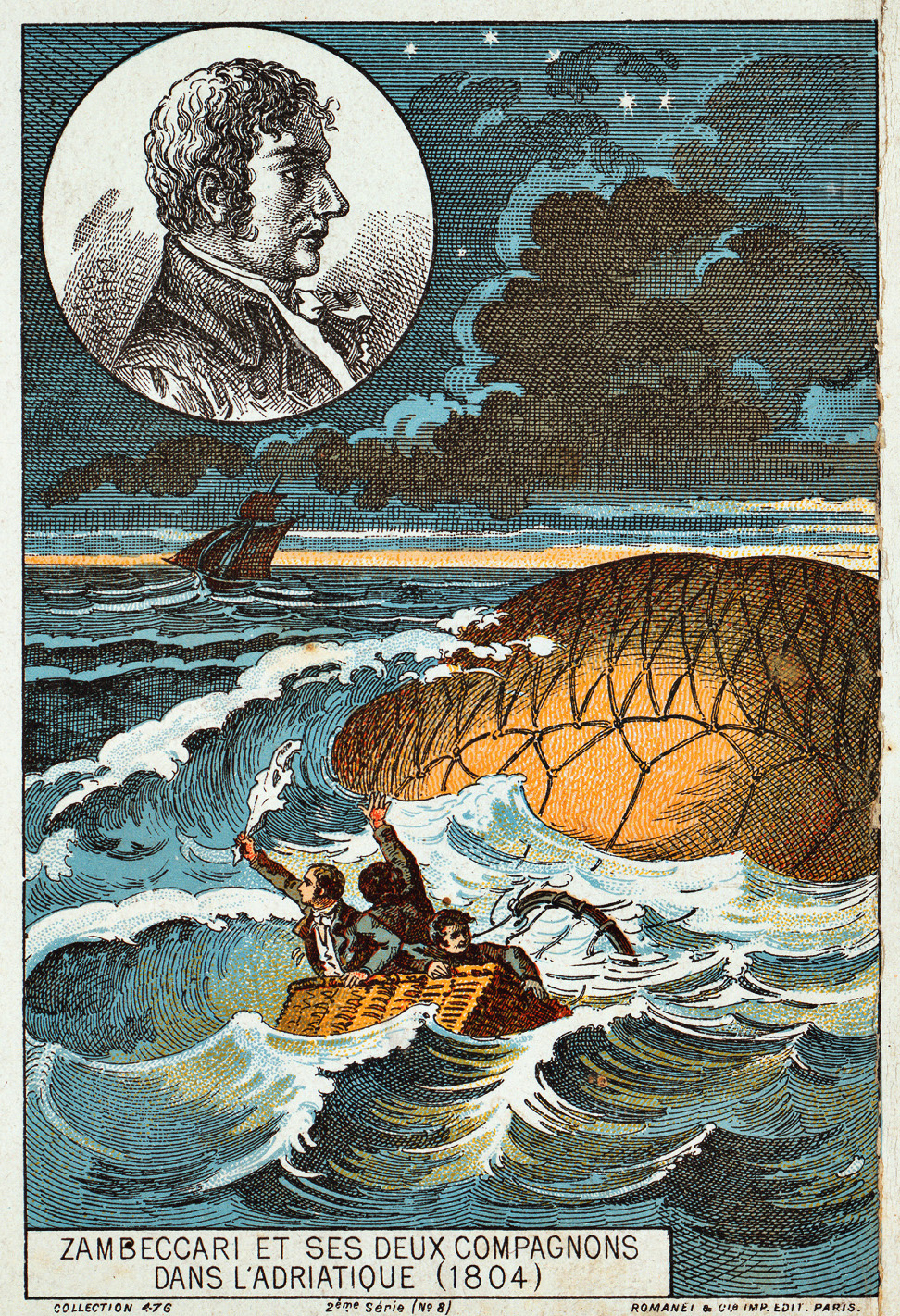

- 7 septembre : les aéronautes italiens Francesco Zambeccari, Pasquale Andreoli et Gaetano Grassetti survolent la mer Adriatique en ballon[13].
- 24 décembre : Armand Seguin communique à l'Institut le mémoire sur l'opium de son collaborateur  Bernard Courtois dans lequel il indique la découverte d'un dérivé de l'opium, sous forme cristalline, la morphine[14]. C'est le pharmacien allemand Friedrich Sertürner qui détermine que la substance cristallisée isolée est un alcaloïde (1805 et 1817)[15].

## Publications
- Jacques-Julien Houtou de La Billardière : Novae Hollandiae plantarum specimen, Paris, Jansen, 2 vol. 1804-1806.
- James Parkinson : Organic Remains of the Former World (restes organiques de l'Ancien monde), volume 1.
- Nicolas Théodore de Saussure : Recherches chimiques sur la végétation.

## Prix
- Médailles de la Royal Society
  - Médaille Copley : Smithson Tennant
  - Médaille Rumford : John Leslie

## Naissances

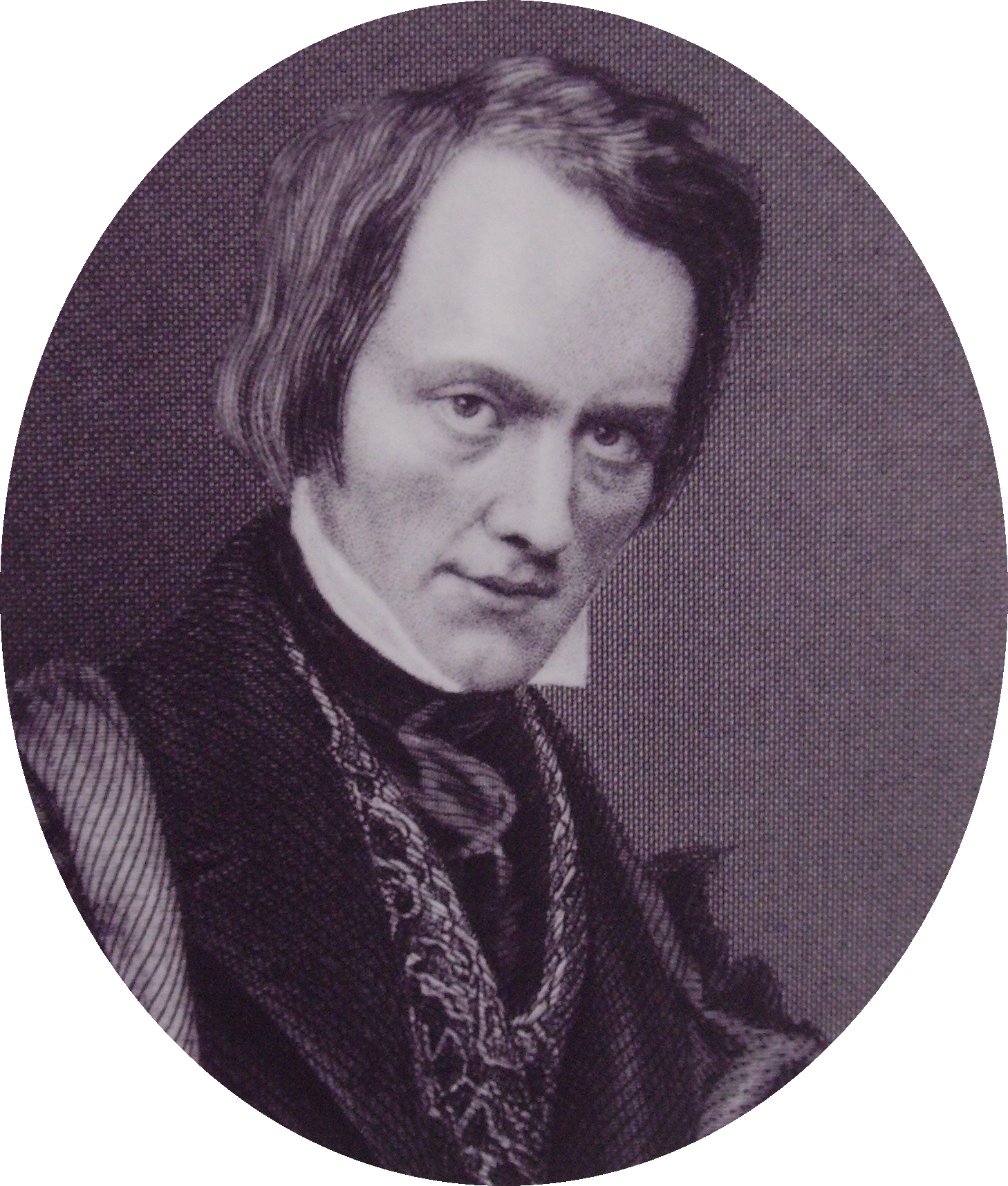
Richard Owen

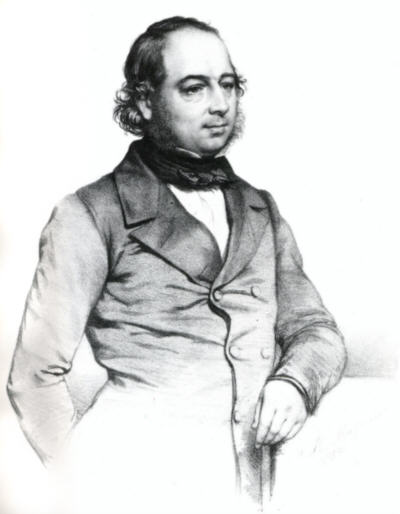
John Gould

- 16 février : Karl Theodor Ernst von Siebold (mort en 1885), anatomiste et zoologiste allemand.
- 19 février : Karel Rokitansky (mort en 1878), médecin pathologiste, homme politique et philosophe autrichien d'origine tchèque.
- 8 mars : Alvan Clark (mort en 1887), astronome et fabricant de télescopes américain.
- 18 mars : Jean-Sébastien Devoucoux (mort en 1870), homme d'église, archéologue et historien français.
- 5 avril : Matthias Jakob Schleiden (mort en 1881), botaniste allemand.
- 7 avril : Salomon Müller (mort en 1863), naturaliste allemand.
- 9 mai : Hewett Cottrell Watson (mort en 1881), botaniste britannique.
- 13 mai : Janet Taylor (morte en 1870), astronome britannique.

- 5 juin : Robert Hermann Schomburgk (mort en 1865), explorateur anglais.
- 7 juin : Thomas Staughton Savage (mort en 1880), médecin et missionnaire protestant américain.
- 10 juin : Hermann Schlegel (mort en 1884), ornithologue et herpétologiste allemand.

- 15 juillet : William Radcliffe Birt (mort en 1881), astronome amateur britannique.
- 20 juillet : Sir Richard Owen (mort en 1892), biologiste et paléontologue britannique, spécialiste en anatomie comparée.

- 24 août : Nestor L'Hôte (mort en 1842), égyptologue, artiste et explorateur français.

- 11 septembre : Aymar de Blois de La Calande (mort en 1874), avocat, homme politique et archéologue français.
- 14 septembre : John Gould (mort en 1881), ornithologue et naturaliste britannique.
- 24 octobre : Wilhelm Eduard Weber (mort en 1891), physicien allemand.
- 4 novembre : Émilien Dumas (mort en 1870), érudit, paléontologue et géologue français.
- 5 novembre : Carl Leverkus (mort en 1889), chimiste et entrepreneur allemand.
- 1er décembre : Léopold Javal (mort en 1872), banquier, homme politique et agronome français.

## Décès

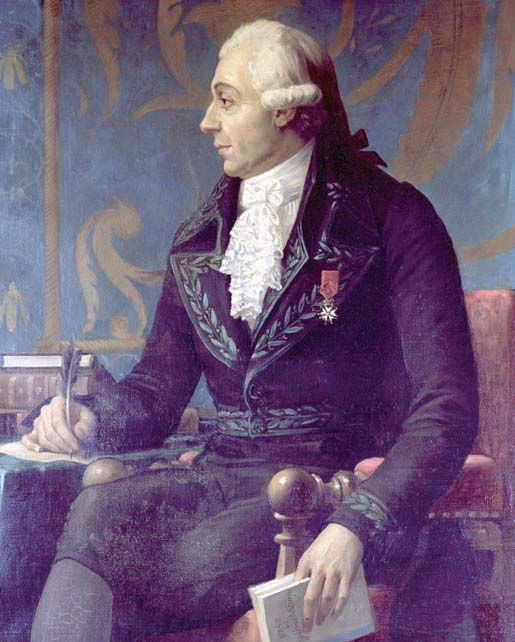
Pierre Méchain

- 15 janvier : Dru Drury (né en 1725), orfèvre et entomologiste amateur britannique.

- 6 février : Joseph Priestley (né en 1733), chimiste, théologien anglais.
- 24 février : Antoine-Louis Brongniart (né en 1742), chimiste français.

- 26 mars : Johann Wolfgang von Kempelen (né en 1734), écrivain et inventeur hongrois.
- 1er juin : Nicholas Revett (né en 1720), architecte, archéologue et peintre britannique.

- 11 août : George Shuckburgh-Evelyn (né en 1751), homme politique, mathématicien et astronome tchèque.

- 20 septembre : Pierre Méchain (né en 1744), astronome français.

- 7 octobre : Joseph Cugnot (né en 1725), ingénieur français.
- 15 octobre : Antoine Baumé (né en 1728), pharmacien et chimiste français.

- 1er novembre : Johann Friedrich Gmelin (né en 1748), naturaliste et chimiste allemand.

- 7 décembre : Johann Tobias Lowitz (né en 1757), chimiste allemand.
- 24 décembre : Martin Vahl (né en 1749), botaniste norvégien.

- Date précise non renseignée :
  - Gaspar Xuarez (né en 1731), jésuite et botaniste espagnol, actif en Italie.